# 刘沈扬
刘沈扬（1951年—），安徽人。1967年加入中国人民解放军。曾任济南军区副司令员，中将军衔。
曾在中国人民解放军军事学院、俄罗斯总参谋部军事学院、德国国防军指挥学院、国防科技大学等校学习、进修。曾任某集团军司令部作训参谋、装甲兵处长，总参谋部装甲兵部作训处副处长、兵种部作训局副局长、装甲兵局局长等，后长期在南京军区任职。曾任第31集团军副军长。2003年，任南京军区装备部部长。2006年，任福建省军区司令员。2009年，任济南军区副司令员，接替退役的原副司令员叶爱群中将。
2010年7月，晋升为中将军衔。2014年12月，到龄退役。